# Distribució z de Fisher
La distribució z de Fisher és la distribució estadística de la meitat del logaritme d'una variació de la distribució F:
{\displaystyle z={\frac {1}{2}}\log F}
Va ser descrit per primera vegada per Ronald Fisher en un article publicat al Congrés Internacional de Matemàtics de 1924 a Toronto, amb el títol On a distribution yielding the error functions of several well-known statistics (Sobre una llei que modela les funcions d'error de diverses estadístiques ben conegudes). Actualment, en general, es fa servir la distribució F.
La funció de densitat de probabilitat i distribució acumulativa es pot trobar utilitzant la distribució F al valor de {\displaystyle x'=e^{2x}\,}. No obstant això, la mitjana i la variància no segueixen la mateixa transformació.
La funció de densitat de probabilitat és
{\displaystyle f(x;d_{1},d_{2})={\frac {2d_{1}^{d_{1}/2}d_{2}^{d_{2}/2}}{B(d_{1}/2,d_{2}/2)}}{\frac {e^{d_{1}x}}{\left(d_{1}e^{2x}+d_{2}\right)^{(d_{1}+d_{2})/2}}},}
on B és la funció beta.
Quan els graus de llibertat es fan grans ({\displaystyle d_{1},d_{2}\rightarrow \infty }) la distribució s'aproxima a la distribució normal amb la mitjana
{\displaystyle {\bar {x}}={\frac {1}{2}}\left({\frac {1}{d_{2}}}-{\frac {1}{d_{1}}}\right)}
i la variància
{\displaystyle \sigma _{x}^{2}={\frac {1}{2}}\left({\frac {1}{d_{1}}}+{\frac {1}{d_{2}}}\right).}

## Distribucions relacionades
- Si {\displaystyle X\sim \operatorname {FisherZ} (n,m)}, llavors {\displaystyle e^{2X}\sim \operatorname {F} (n,m)\,} (Distribució F)
- Si {\displaystyle X\sim \operatorname {F} (n,m)}, llavors {\displaystyle {\tfrac {\log X}{2}}\sim \operatorname {FisherZ} (n,m)}